# جنیفر گیلبرت
جنیفر گیلبرت (انگلیسی: Jennifer Gilbert؛ زادهٔ ۳ فوریهٔ ۱۹۹۲) بازیکن سافت‌بال اهل کانادا است.
وی در مسابقات کشوری و بین‌المللی در مجموع برندهٔ ۱ مدال نقره، ۱ مدال برنز شده‌است.